# Thomas Morgan (muzikant)
Thomas Morgan (Hayward (Californië), 14 augustus 1981) is een Amerikaanse jazzcontrabassist en -cellist van de modern creative.

## Biografie
Morgan begon op 7-jarige leeftijd aanvankelijk cello te spelen, voordat hij op 14-jarige leeftijd wisselde naar de contrabas. In 2003 verwierf hij de Bachelor of Music aan de Manhattan School of Music, waar hij studeerde bij Harvie Swartz en Garry Dial. Bovendien had hij onderricht bij Ray Brown en Peter Herbert. Morgan werkte tijdens de loop van zijn carrière met David Binney, Steve Coleman, Joey Baron, Josh Roseman, Brad Shepik, Steve Cardenas, Timuçin Şahin, Kenny Wollesen, Gerald Cleaver, Adam Rogers en Kenny Werner. Hij is o.a. te horen bij opnamen van Jakob Bro, Dan Tepfer, Jim Black, John Abercrombie, Masabumi Kikuchi, Alexandra Grimal, Giovanni Guidi en het Sylvie Courvoisier/Mark Feldman-kwartet.

## Discografie
- 2007: Tyshawn Sorey: That/Not (Firehouse 12 Records)
- 2009: Masabumi Kikuchi Trio: Sunrise (ECM)
- 2010: Scott DuBois: Black Hawk Dance (Sunnyside Records)
- 2011: Jim Black Trio: Somatic (Winter & Winter)
- 2011: Sylvie Courvoisier-Mark Feldman Quartet: Hôtel Du Nord (Intakt Records)
- 2011: Paul Motian: The Windmills of Your Mind (Winter & Winter)
- 2017: Bill Frisell: Small Town (ECM/New Arts)

- Bibsys: 13017905
- Bibliothèque nationale de France: cb15551724x (data)
- Gemeinsame Normdatei: 140628355
- International Standard Name Identifier: 0000 0000 4883 6748
- Library of Congress Control Number: no2006007304
- MusicBrainz: 08a53eea-9335-43ba-b1ec-3378ba839252
- Nationale Bibliotheek van Tsjechië: xx0143834
- Système universitaire de documentation: 157416461
- Virtual International Authority File: 34201593
- WorldCat: E39PBJw8YmRqWqHCYjfBgKth73